# La Cruche cassée (film, 1913)
Pour plus de détails, voir Fiche technique et Distribution.
La Cruche cassée (Разбитая ваза, Razbitaïa vaza) est un film russe réalisé par Iakov Protazanov, sorti en 1913.

## Fiche technique
- Titre : La Cruche cassée
- Titre original : Разбитая ваза (Razbitaïa vaza)
- Réalisation : Iakov Protazanov
- Scénario : Iakov Protazanov d'après le poème d'Alexeï Apoukhtine
- Pays d'origine : Russie
- Format : Noir et blanc - Film muet
- Genre : drame
- Date de sortie : 1913

## Distribution
- Alexandre Volkoff
- Varvara Yanova